# یوکی ماتسوموتو
یوکی ماتسوموتو (ژاپنی: 松本 祐樹؛ زادهٔ ۲۲ ژانویهٔ ۱۹۸۹) یک بازیکن فوتبال اهل ژاپن است.
از باشگاه‌هایی که در آن بازی کرده‌است می‌توان به باشگاه فوتبال ساگامیهارا اشاره کرد.